# Себольяті (річка)
Себольяті (ісп. Rio Cebollati) — річка в Уругваї.

## Географія
Річка Себольяті бере початок на височині Кучилья-Гранде в департаменті Лавальєха, тече з південного заходу на північний схід, в нижній течії приймає свій основний приплив Олімар-Гранде і впадає в озеро Мірим. По річці проходить більша частина кордону між департаментами Роча і Трейнта-і-Трес.
Річка Себольяті є однією з великих річок країни, її довжина становить 235 км, а басейн займає площу 14 085 км.

## Галерея

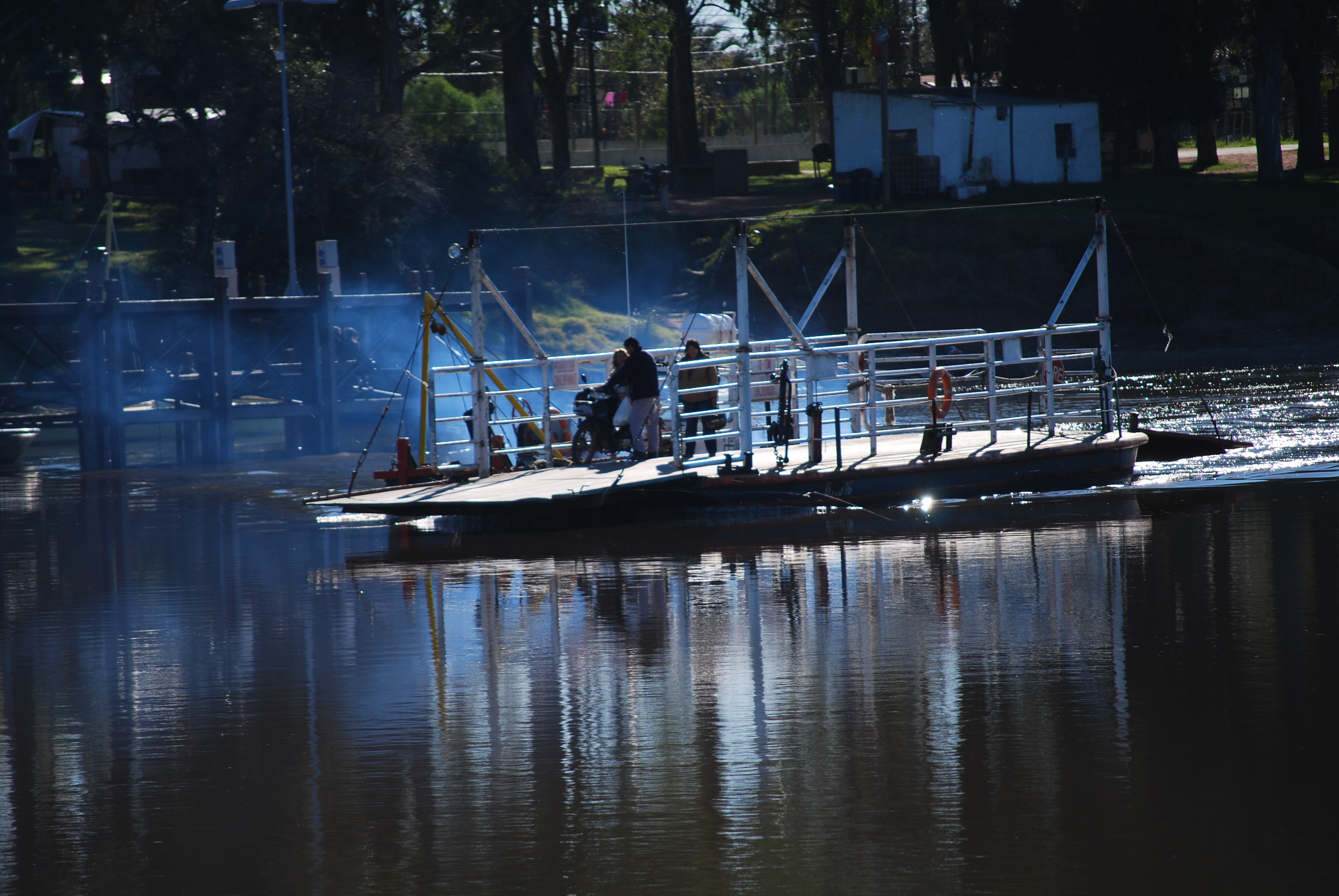
Пором на річці Себольяті
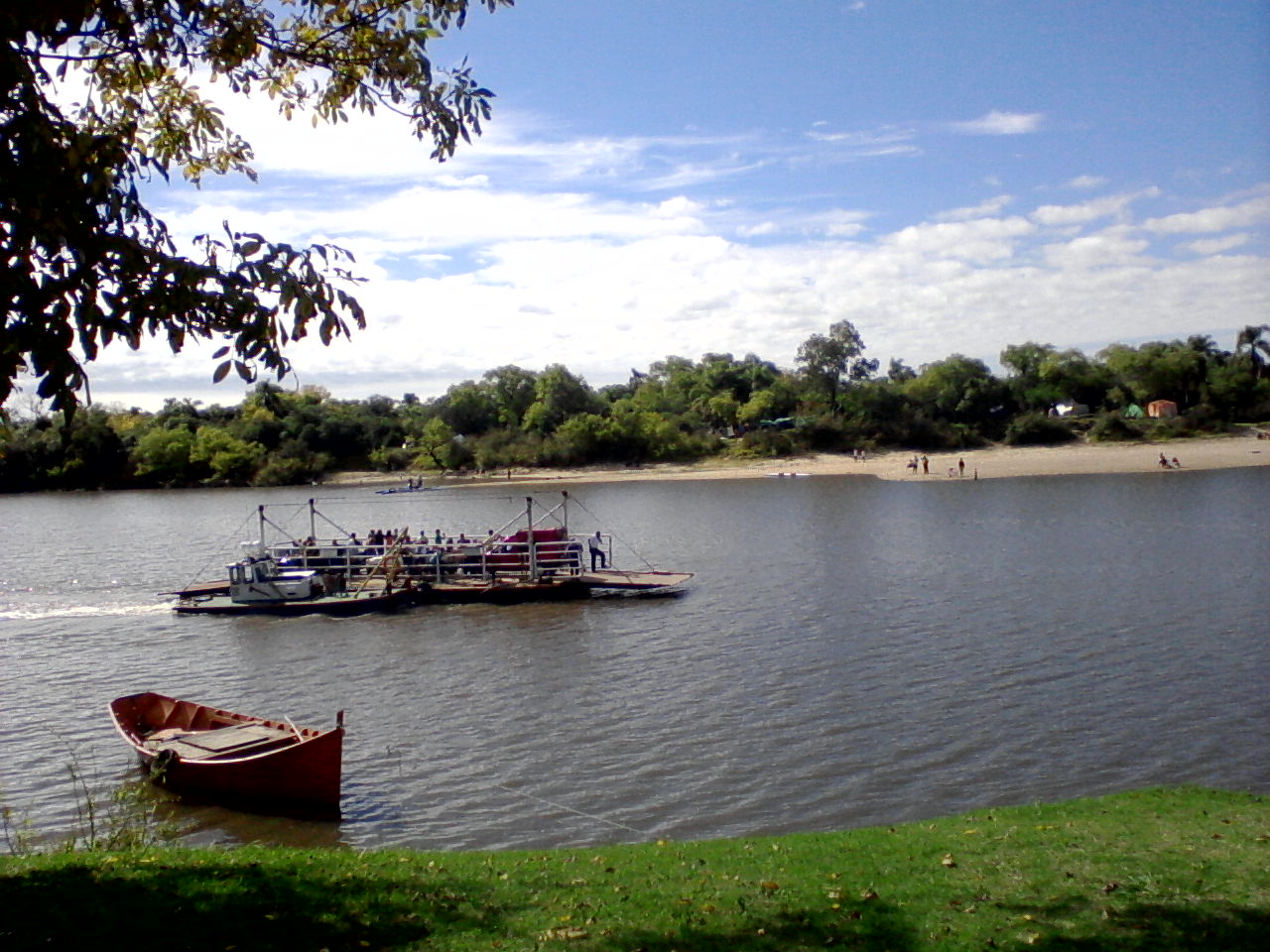
Вид на річку Себольяті